# Cephalofovea cameroni
Cephalofovea cameroni är en klomaskart som beskrevs av Reid, Tait, Briscoe och David M. Rowell 1995. Cephalofovea cameroni ingår i släktet Cephalofovea och familjen Peripatopsidae. Inga underarter finns listade i Catalogue of Life.